# دالتون غرانت
دالتون غرانت (بالإنجليزية: Dalton Grant)‏ هو منافس ألعاب قوى بريطاني، ولد في 8 أبريل 1966 في حي هكني في لندن في المملكة المتحدة.

## وصلات خارجية
- دالتون غرانت على موقع الاتحاد الدولي لألعاب القوى (الإنجليزية)
- دالتون غرانت على موقع اللجنة الأولمبية الدولية (الإنجليزية)
- دالتون غرانت على موقع أوليمبيديا (الإنجليزية)
- دالتون غرانت على موقع اللجنة الأولمبية البريطانية (الإنجليزية)